# Municipio de Madison (condado de Cedar)
El municipio de Madison (en inglés: Madison Township) es un municipio ubicado en el condado de Cedar en el estado estadounidense de Misuri. En el año 2010 tenía una población de 863 habitantes y una densidad poblacional de 5,57 personas por km².

## Geografía
El municipio de Madison se encuentra ubicado en las coordenadas 37°37′35″N 93°41′29″O / 37.62639, -93.69139. Según la Oficina del Censo de los Estados Unidos, el municipio tiene una superficie total de 154.82 km², de la cual 119,2 km² corresponden a tierra firme y (23 %) 35.61 km² es agua.

## Demografía
Según el censo de 2010, había 863 personas residiendo en el municipio de Madison. La densidad de población era de 5,57 hab./km². De los 863 habitantes, el municipio de Madison estaba compuesto por el 96,52 % blancos, el 0,12 % eran afroamericanos, el 0,7 % eran amerindios, el 0,7 % eran asiáticos, el 0,23 % eran de otras razas y el 1,74 % eran de una mezcla de razas. Del total de la población el 0,93 % eran hispanos o latinos de cualquier raza.